# Campeonato Regional de Beja
O Campeonato Regional de Beja foi uma competição de futebol portuguesa organizada pela Associação de Futebol de Beja. Era a competição que elegia oficialmente o campeão de futebol do Distrito de Beja, a primeira edição foi na época de 1924–25 e a última na época de 1946–47. O maior vencedor é o Luso SC com 18 títulos.

## Vencedores

### Por época
| Época   | Vencedor             |
| ------- | -------------------- |
| 1946–47 | Moura Atlético Clube |
| 1945–46 | Luso SC              |
| 1944–45 | Luso SC              |
| 1943–44 | Luso SC              |
| 1942–43 | Luso SC              |
| 1941–42 | Luso SC              |
| 1940–41 | Luso SC              |
| 1939–40 | Luso SC              |
| 1938–39 | Luso SC              |
| 1937–38 | Luso SC              |
| 1936–37 | Luso SC              |
| 1935–36 | Luso SC              |
| 1934–35 | Luso SC              |
| 1933–34 | Luso SC              |
| 1932–33 | Luso SC              |
| 1931–32 | Luso SC              |
| 1930–31 | Luso SC              |
| 1929–30 | Não se realizou      |
| 1928–29 | União de Beja        |
| 1927–28 | Não se realizou      |
| 1926–27 | Luso SC              |
| 1925–26 | Luso SC              |
| 1924–25 | Luso SC              |

### Por clube
| Clube                | Venceu | Época(s) |
| -------------------- | ------ | --- |
| Luso SC              | 19     | 1924–25, 1925–26, 1926–27, 1930–31, 1931–32, 1932–33, 1933–34, 1934–35, 1935–36, 1936–37, 1937–38, 1938–39, 1939–40, 1940–41, 1941–42, 1942–43, 1943–44, 1944–45 e 1945–46 |
| União de Beja        | 1      | 1928–29 |
| Moura Atlético Clube | 1      | 1946–47 |

Ref.: